# ダニ・シウバ
ダニ・シウバ（Dani Silva, 2000年4月11日 - ）は、ポルトガル・ベージャ出身のサッカー選手。FCミッティラン所属。ポジションはミッドフィールダー。

## 経歴

### クラブ
ユース時代は、モンテ・カパリカAC、SLベンフィカ、CFベレネンセス、ヴィトーリアFC、ヴィトーリアSCのユースチームでプレーした。ヴィトーリアSCのBチームで、プロキャリアをスタートし、チームのキャプテンも務めた後、2022年にトップチームに昇格すると、2022年4月13日にプロ契約を結んだ。5月6日、ボアヴィスタFC戦でトップチーム初出場を果たした。
2024年1月25日、エラス・ヴェローナFCに移籍した。報道によると、移籍金は200万ユーロで、契約期間は4年間。
2025年2月3日、FCミッティランに移籍した。

### 代表
ポルトガルの年代別代表でプレーし、2019年にはUEFA U-19欧州選手権に出場した。